# Bryce Johnson

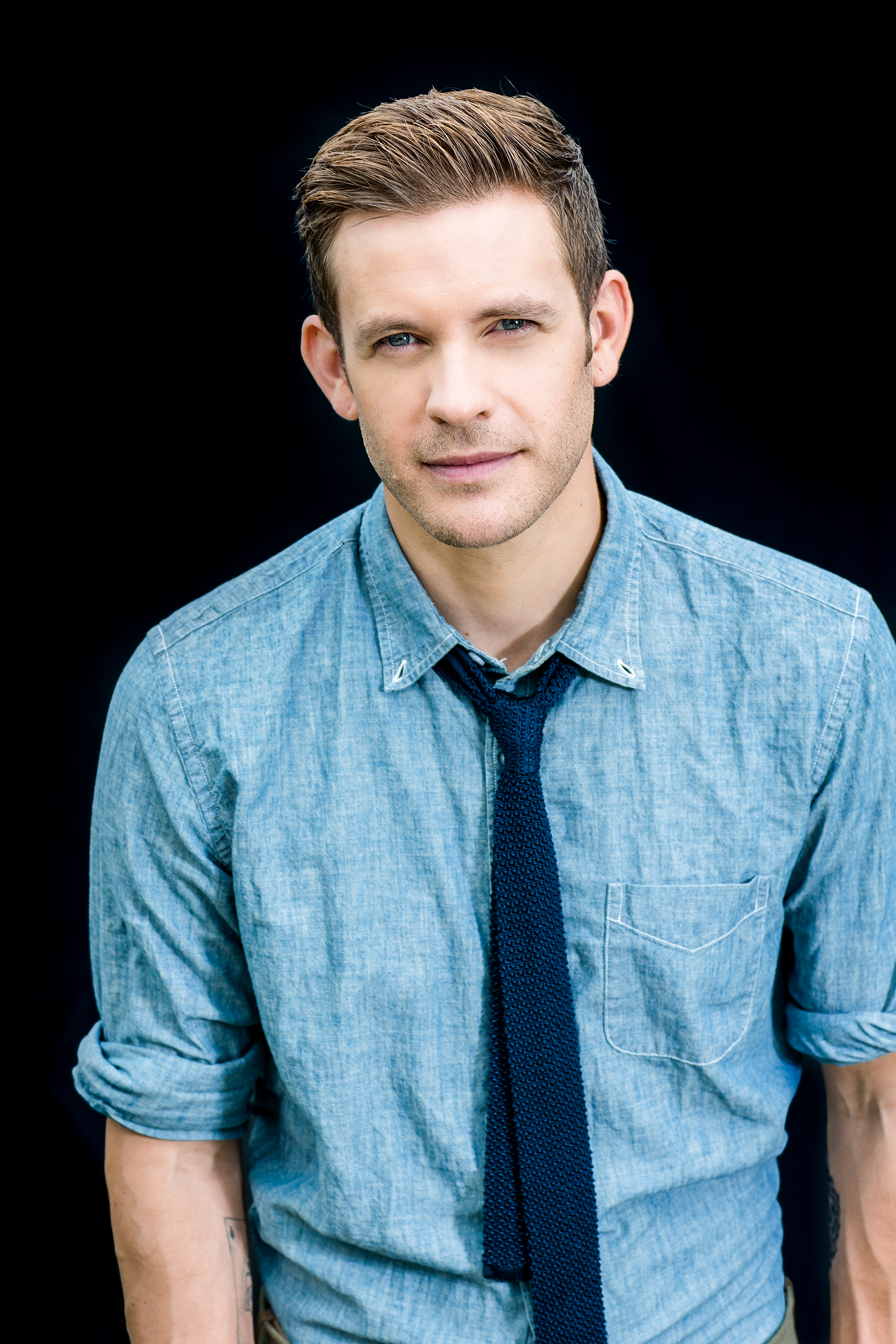
Bryce Johnson (2014)

Bryce Johnson (* 18. April 1977 in Reno, Nevada) ist ein amerikanischer Schauspieler.

## Frühes Leben
Johnson lebte in Reno, Nevada, bevor er im Alter von fünf Jahren mit seiner frisch geschiedenen Mutter und seinen beiden Brüdern nach Denver, Colorado zog. Dort machte er 1995 sein Abitur. Danach zog seine Familie nach Sioux City, Iowa, wo er anfing, Schauspielunterricht an einer örtlichen Volkshochschule zu nehmen.

## Karriere
Im Alter von 19 Jahren beschloss Johnson nach Hollywood zu gehen, nachdem seine Mutter ihn dazu ermutigte, auf die Marine zu verzichten. Während er sich mit Gelegenheitsjobs umher schlug, um seine Rechnungen zu bezahlen, suchte er parallel nach Gesangsmöglichkeiten und stieß dabei zufällig auf die Pasadena’s American Academy of Dramatic Arts und schrieb sich dort ein.
Mit der Zeit bekam er immer mehr kleine Rollen, bis zu seinem Durchbruch 1999, als er Josh Ford in The WB’s Popular spielen durfte.
Die Show endete 2001 und Bryce orientierte sich mehr auf Neben-/Gastrollen für Teenager-Serien und -filme.
Schließlich bekam er Gastrollen in Gilmore Girls, Dawson’s Creek und andere Teenager-Serien.
Mit der Zeit nährte Johnson sich den 20er Jahren und beschloss daher nun anspruchsvollere und Erwachsene Rollen zuspielen. Er sagte, er wolle sich der Teenagerbranche verzweigen.
2004 spielte er einen homosexuellen Cheerleader in Girls United Again und bekam dazu noch zwei Hauptrollen in Sundance Film Festival und Harry + Max.
2006 spielte er in einem anderen umstrittenen Film, namens Lie Sleeping Dogs, neben Melinda Page Hamilton.
Außerdem hat er eine wiederkehrende Rolle als Detective Darren Wilden in der ABC Family TV-Serie Pretty Little Liars.

## Filmografie
- 1999: Grasgeflüster (Saving Graces)
- 1999: Undressed – Wer mit wem? (Undressed) (Fernsehserie, 5 Folgen)
- 1999–2001: Popular (Fernsehserie, 43 Folgen)
- 1999: Puzzled
- 2001: Gilmore Girls (Fernsehserie, Folge 2x09)
- 2001: Dawson’s Creek (Fernsehserie, Folge 5x09)
- 2003: The Skulls III
- 2003: Eine Affäre zu viert (Chasing Papi)
- 2003–2004: Still Life (Fernsehserie, 5 Folgen)
- 2004: Girls United Again (Bring it on Again)
- 2004: Harry + Max
- 2004: Home of Phobia
- 2005: Hallo Holly (What I Like About You, Fernsehserie, Folge 3x18)
- 2005: Dr. House (House, Fernsehserie, Folge 2x01)
- 2005: Nip/Tuck – Schönheit hat ihren Preis (Nip/Tuck, Fernsehserie, Folge 3x11)
- 2006: Standoff (Fernsehserie, Folge 1x01)
- 2006: Shark (Fernsehserie, Folge 1x05)
- 2007: Without a Trace – Spurlos verschwunden (Fernsehserie, Folge 5x15)
- 2007: Doctor Strange (Synchronsprecher)
- 2008: The Mentalist (Fernsehserie, Folge 1x05)
- 2008: Major Movie Star (Private Valentine: Blonde & Dangerous)
- 2009: Hulk Vs. Thor (Hulk Vs) (Synchronsprecher)
- 2009: Drop Dead Diva (Fernsehserie, Folge 1x13)
- 2009: CSI: NY (Fernsehserie, Folge 6x05)
- 2009: CSI: Vegas (Fernsehserie, Folge 10x06)
- 2010–2015: Pretty Little Liars (Fernsehserie, 22 Folgen)
- 2010: Lone Star (Fernsehserie, 5 Folgen)
- 2011: Death Valley (Fernsehserie, 12 Folgen)
- 2011: Hit List
- 2011–2012: Simian Undercover Detective Squad (Fernsehserie, 5 Folgen)
- 2012: Dating Rules from My Future Self (Fernsehserie, 5 Folgen)
- 2012: The Hi-Life (Fernsehserie, 2 Folgen)
- 2013: Anger Management (Fernsehserie, Folge 2x11)
- 2013: The Client List (Fernsehserie, 2 Folgen)
- 2013: Glee (Fernsehserie, Folge 5x08)
- 2013: Navy CIS (Fernsehserie, Folge 11x10)
- 2014: Supernatural (Fernsehserie, Folge 9x20)
- 2014: Hot in Cleveland (Fernsehserie, Folge 6x04)
- 2015: Home Sweet Hell
- 2015: Visions
- 2015: Major Crimes (Fernsehserie, Folge 4x13)
- 2018: The Good Doctor (Fernsehserie, Folge 2x05)
- 2019: Expedition Bigfoot (Dokuserie, 30 Folgen)
- 2021: Magnum P.I. (Fernsehserie, Folge 3x10)
- 2023: Oppenheimer
- 2024: Terrifier 3